# Toyota TF104
Der Toyota TF104 war der dritte Formel-1-Rennwagen von Toyota Racing.

## Renngeschichte
Der von Gustav Brunner konstruierte Wagen nahm an 11 von 18 Rennen der Formel-1-Weltmeisterschaft 2004 teil, wurde vom Brasilianer Cristiano da Matta, sowie dem Franzosen Olivier Panis gesteuert und fuhr als bestes Resultat einen fünften Platz heraus (Panis beim Großen Preis der USA). Für die restlichen neun Rennen wurde der von Mike Gascoyne überarbeitete Wagen, mit der Bezeichnung TF104B, verwendet, welcher von den Brasilianern Cristiano da Matta und Ricardo Zonta, dem Franzosen Olivier Panis, sowie dem Italiener Jarno Trulli gefahren wurde. Als bestes Resultat wurde mit dem neuen Wagen ein achter Platz eingefahren (Panis beim Großen Preis von Belgien) – wodurch das Team in seiner dritten Saison die Konstrukteurswertung mit 9 Punkten auf dem achten Rang von zehn beendete. Sowohl für den TF104, als auch für den TF104B, wurde der V10-Motor RVX-04 verwendet. Die Bereifung kam von Michelin.

## Ergebnisse
| Fahrer                          | Nr.                             | 1  | 2  | 3  | 4   | 5   | 6 | 7   | 8   | 9   | 10 | 11  | 12  | 13  | 14  | 15  | 16  | 17 | 18 | Punkte | Rang |
| ------------------------------- | ------------------------------- | -- | -- | -- | --- | --- | - | --- | --- | --- | -- | --- | --- | --- | --- | --- | --- | -- | -- | ------ | ---- |
| Formel-1-Weltmeisterschaft 2004 | Formel-1-Weltmeisterschaft 2004 |    |    |    |     |     |   |     |     |     |    |     |     |     |     |     |     |    |    | 91     | 8.   |
| C. da Matta                     | 16                              | 12 | 9  | 10 | DNF | 13  | 6 | DNF | DSQ | DNF | 14 | 13  | DNF |     |     |     |     |    |    | 91     | 8.   |
| R. Zonta                        | 16                              |    |    |    |     |     |   |     |     |     |    |     |     | DNF | 10* | 11  | DNF |    |    | 91     | 8.   |
| J. Trulli                       | 16                              |    |    |    |     |     |   |     |     |     |    |     |     |     |     |     |     | 11 | 12 | 91     | 8.   |
| O. Panis                        | 17                              | 13 | 12 | 9  | 11  | DNF | 8 | 11  | DSQ | 5   | 15 | DNF | 14  | 11  | 8   | DNF | 14  | 14 |    | 91     | 8.   |
| R. Zonta                        | 17                              |    |    |    |     |     |   |     |     |     |    |     |     |     |     |     |     |    | 13 | 91     | 8.   |

| Legende  | Legende            | Legende                                                          |
| Farbe    | Abkürzung          | Bedeutung                                                        |
| -------- | ------------------ | ---------------------------------------------------------------- |
| Gold     | –                  | Sieg                                                             |
| Silber   | –                  | 2. Platz                                                         |
| Bronze   | –                  | 3. Platz                                                         |
| Grün     | –                  | Platzierung in den Punkten                                       |
| Blau     | –                  | Klassifiziert außerhalb der Punkteränge                          |
| Violett  | DNF                | Rennen nicht beendet (did not finish)                            |
| Violett  | NC                 | nicht klassifiziert (not classified)                             |
| Rot      | DNQ                | nicht qualifiziert (did not qualify)                             |
| Rot      | DNPQ               | in Vorqualifikation gescheitert (did not pre-qualify)            |
| Schwarz  | DSQ                | disqualifiziert (disqualified)                                   |
| Weiß     | DNS                | nicht am Start (did not start)                                   |
| Weiß     | WD                 | zurückgezogen (withdrawn)                                        |
| Hellblau | PO                 | nur am Training teilgenommen (practiced only)                    |
| Hellblau | TD                 | Freitags-Testfahrer (test driver)                                |
| ohne     | DNP                | nicht am Training teilgenommen (did not practice)                |
| ohne     | INJ                | verletzt oder krank (injured)                                    |
| ohne     | EX                 | ausgeschlossen (excluded)                                        |
| ohne     | DNA                | nicht erschienen (did not arrive)                                |
| ohne     | C                  | Rennen abgesagt (cancelled)                                      |
| ohne     | keine WM-Teilnahme |                                                                  |
| sonstige | P/fett             | Pole-Position                                                    |
| sonstige | 1/2/3/4/5/6/7/8    | Punktplatzierung im Sprint-/Qualifikationsrennen                 |
| sonstige | SR/kursiv          | Schnellste Rennrunde                                             |
| sonstige | *                  | nicht im Ziel, aufgrund der zurückgelegten Distanz aber gewertet |
| sonstige | ()                 | Streichresultate                                                 |
| sonstige | unterstrichen      | Führender in der Gesamtwertung                                   |

1 Von den 9 insgesamt in dieser Saison erzielten Punkten wurden mit dem TF104 8 Punkte erzielt. Der restliche Punkt wurde mit dem TF104B eingefahren.